# José Maria Nunes
José Maria Nunes (Faro, Portugal, 1930 - Barcelona, 23 de março de 2010) foi um cineasta e escritor hispano-português.
Em 1942, emigrou com sua família para a Espanha, logo depois de se estabelecer definitivamente em Barcelona, cidade de residência até sua morte. Interessado no mundo do cinema, nos anos 50 iniciou uma viagem muito grande em vários escritórios da indústria do cinema catalão, trabalhando para Enrique Gómez, Ignacio Farrés Iquino ou Joan Lladó.
Sua atividade artística não se limitou ao diretor de cinema, e incluiu também a escrita de ensaios, roteiros para outros cineastas, pintura e até mesmo incursões como ator nos filmes de seus amigos Jordi Cadena, Alfonso Ungría e Carlos Atanes.